# Gårdsjön (Edsele socken, Ångermanland)
Gårdsjön är en sjö i Sollefteå kommun i Ångermanland och ingår i Ångermanälvens huvudavrinningsområde. Sjön har en area på 0,437 kvadratkilometer och ligger 263 meter över havet.

## Delavrinningsområde
Gårdsjön ingår i det delavrinningsområde (702650-154573) som SMHI kallar för Inloppet i Norr-Gagnetsjön. Medelhöjden är 206 meter över havet och ytan är 32,93 kvadratkilometer. Räknas de 4 avrinningsområdena uppströms in blir den ackumulerade arean 98,62 kvadratkilometer. Gröningsån som avvattnar avrinningsområdet har biflödesordning 3, vilket innebär att vattnet flödar genom totalt 3 vattendrag innan det når havet efter 87 kilometer. Avrinningsområdet består mestadels av skog (79 procent). Avrinningsområdet har 0,43 kvadratkilometer vattenytor vilket ger det en sjöprocent på 1,3 procent.